# Ložnice a kuloáry
Ložnice a kuloáry (v originále Bedrooms and Hallways) je britský hraný film z roku 1998, který režírovala Rose Troche. Film popisuje osudy několika přátel žijících v Londýně.

## Děj
Leo má narozeniny a jeho nejlepší přátelé Darren a Angie mu uspořádají oslavu, na které Leo vzpomíná, co se událo v uplynulých měsících. Darren se seznámil s realitním agentem Jeremym. Leo je pozván kolegou z práce do pánského klubu. Zde se Leo pozná s Brendanem a začnou spolu chodit. Situace se ovšem zkomplikuje, když se Leo dozví, že Brendan má přítelkyni Sally. A Sally je Leova dávná kamarádka.

## Obsazení
| Kevin McKidd        | Leo     |
| Julie Graham        | Angie   |
| James Purefoy       | Brendan |
| Tom Hollander       | Darren  |
| Hugo Weaving        | Jeremy  |
| Simon Callow        | Keith   |
| Harriet Walterová   | Sybil   |
| Christopher Fulford | Adam    |
| Con O'Neill         | Terry   |
| Jennifer Ehle       | Sally   |
| Paul Higgins        | John    |